# Gardenia philastrei
Gardenia philastrei är en måreväxtart som beskrevs av Jean Baptiste Louis Pierre och Charles-Joseph Marie Pitard. Gardenia philastrei ingår i släktet Gardenia och familjen måreväxter. Inga underarter finns listade i Catalogue of Life.